# Ciclismo en los Juegos Panafricanos de 2023
El Ciclismo en los Juegos Panafricanos de 2023 se llevó a cabo del 9 al 16 de marzo de 2024 en Accra, Ghana.

## Resultados

### Masculino
| Evento                      | Oro                                                            | Plata                                                               | Bronce                                                                           |
| --------------------------- | -------------------------------------------------------------- | ------------------------------------------------------------------- | -------------------------------------------------------------------------------- |
| Ruta                        | Alexandre Mayer                                                | Dillon Geary                                                        | Merhawi Kudus                                                                    |
| Ruta U23                    | Dillon Geary                                                   | Aurélien de Comarmond                                               | Nahom Zeray Araya                                                                |
| Criterium                   | Nahom Zeray Araya                                              | Merhawi Kudus                                                       | Aurélien de Comarmond                                                            |
| Criterium U23               | Nahom Zeray Araya                                              | Aurélien de Comarmond                                               | Blaine Kieck                                                                     |
| Contrarreloj individual     | Charles Kagimu                                                 | Dillon Geary                                                        | Brandon Downes                                                                   |
| Contrarreloj individual U23 | Dillon Geary                                                   | Kiya Rogora                                                         | Aurélien de Comarmond                                                            |
| Contrarreloj por equipo     | Eritrea Merhawi Kudus Milkias Maekele Dawit Yemane Nahom Zerai | Sudáfrica Brandon Downes Dillon Geary Blaine Kieck Daniyal Matthews | Mauricio Aurélien de Comarmond Hanson Matombé Alexandre Mayer Christopher Lagane |

### Femenino
| Evento                      | Oro                                                                  | Plata                                                         | Bronce                                                                |
| --------------------------- | -------------------------------------------------------------------- | ------------------------------------------------------------- | --------------------------------------------------------------------- |
| Ruta                        | Hayley Preen                                                         | Aurélie Halbwachs                                             | Ese Lovina Ukpeseraye                                                 |
| Ruta U23                    | Nesrine Houili                                                       | Adiam Dawit                                                   | Monalisa Araya                                                        |
| Criterium                   | Hayley Preen                                                         | Anri Krugel                                                   | Diane Ingabire                                                        |
| Criterium U23               | Adiam Dawit Mengs                                                    | Anika Visser                                                  | Ksanet Weldemikeal Teages                                             |
| Contrarreloj individual     | Aurelie Halbwachs                                                    | Ese Ukpeseraye                                                | Lucy Young                                                            |
| Contrarreloj individual U23 | Adiam Dawit Mengs                                                    | Nesrine Houili                                                | Suzana Fiseha Chineslasie                                             |
| Contrarreloj por equipos    | Eritrea Monalisa Araya Birikti Fessehaye Suzana Fisehaye Adiam Dawit | Sudáfrica Sonica Klopper Hayley Preen Anika Visser Lucy Young | Mauricio Lucie de Marigny-Lagesse Aurélie Halbwachs Raphaëlle Lamusse |

### Mixto
| Evento | Oro | Plata                                                                                     | Bronce                                                                                       |
| ------ | --- | ----------------------------------------------------------------------------------------- | -------------------------------------------------------------------------------------------- |
| Relevo | Mauricio Alexandre Mayer Christopher Lagane Aurélien de Comarmond Lucie de Marigny-Lagesse Aurélie Halbwachs Raphaëlle Lamusse | Sudáfrica Blaine Kieck Brandon Downes Dillon Geary Anika Visser Lucy Young Sonica Klopper | Eritrea Dawit Yemane Merhawi Kudus Nahom Zerai Adiam Dawit Suzana Fisehaye Birikti Fessehaye |

## Medallero
| Núm. | País      | Oro | Plata | Bronce | Total |
| ---- | --------- | --- | ----- | ------ | ----- |
| 1    | Eritrea   | 6   | 2     | 6      | 14    |
| 2    | Sudáfrica | 4   | 6     | 3      | 13    |
| 3    | Mauricio  | 3   | 3     | 4      | 10    |
| 4    | Argelia   | 1   | 1     | 0      | 2     |
| 5    | Uganda    | 1   | 0     | 0      | 1     |
| 6    | Nigeria   | 0   | 1     | 1      | 2     |
| 7    | Etiopía   | 0   | 1     | 0      | 1     |
| 7    | Namibia   | 0   | 1     | 0      | 1     |
| 9    | Ruanda    | 0   | 0     | 1      | 1     |